# 短萼折柄茶
短萼折柄茶（学名：Hartia brevicalyx）为山茶科折柄茶属下的一个种。

## 扩展阅读
- 維基物種上的相關：短萼折柄茶